# Ernst Christian Johannes Schön

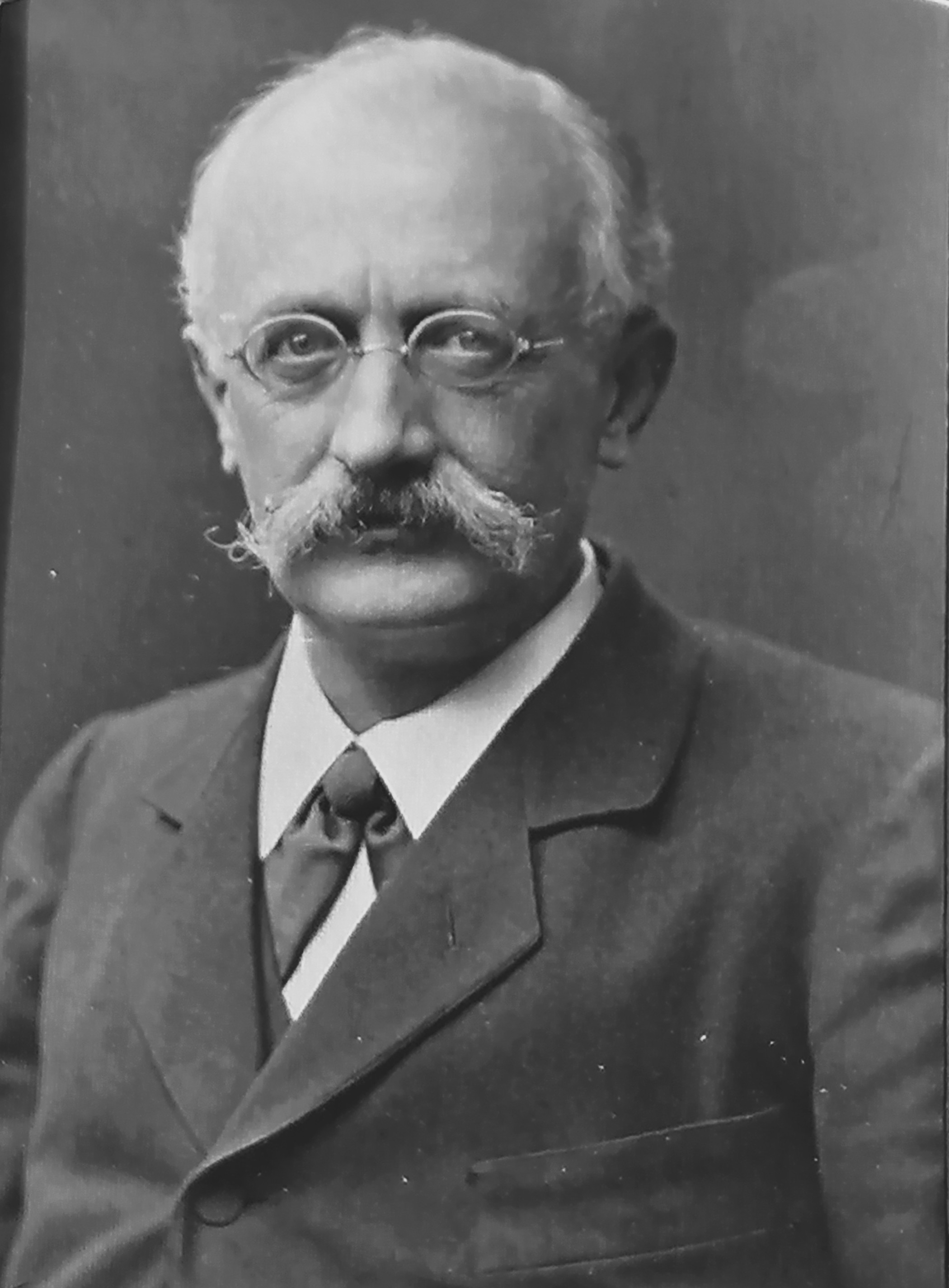
Ernst Christian Johannes Schön

Ernst Christian Johannes Schön (* 24. Juni 1843 in Lübeck; † 13. Oktober 1908 in Lübeck) war ein deutscher Politiker und Bürgermeister der Hansestadt Lübeck.

## Leben
Ernst Schön war der Sohn eines Kaufmanns. Er besuchte das Katharineum zu Lübeck bis zum Abitur Ostern 1863 und studierte Rechtswissenschaften an der Universität Erlangen. Während seines Studiums wurde er 1863 Mitglied der christlichen Studentenverbindung Uttenruthia.
Schön wurde 1868 Rechtsanwalt und Notar, 1879 Staatsanwalt. Er war 1889–92 und 1904–07 Direktor der Gesellschaft zur Beförderung gemeinnütziger Tätigkeit und 1881–91 und 1893–95 Mitglied der Bürgerschaft. Ab 1895 bekleidete er als Senator folgende Ämter:
- 1895–98 Stellvertreter des Polizeidirigenten
- 1898–1904 Polizeidirigent
- 1895–98 Stadt- und Landamt Lübeck
- 1897 und 1905–08 Kommission für Reichs- und auswärtige Angelegenheiten
- 1905–06 Ständiger Senatskommissar
- 1905–06 Vorsitzender der Oberschulbehörde
- 1907–08 als Bürgermeister Vorsitzender des Senats

Die allgemeine Trauer um den Heimgang des edlen und hoch verdienten Mannes gab Kunde von der Achtung und Liebe, deren er sich bei der Bevölkerung Lübecks erfreut hatte.

## Familie
Schoen heiratete am 14. März 1872 Marie Friederike Zimmermann (* 15. Juni 1848; † 9. März 1898), Tochter von Ernst Zimmermann. Das Paar hatte mehrere Kinder:
- Ernst Friedrich Werner (* 22. September 1875; † 30. Juni 1923), Direktor der Jäger-Rothe-Siemens-Werke ⚭ 1919 Olga Mascha Minlos (* 26. April 1897; † 29. November 1923)
- Hans Ludwig Ernst (* 22. August 1877; † 1954) ⚭ Johanna van der Kemp (* 1. März 1876) geschiedene Minlos
- Anna Marie Olga Emilie (* 2. Juli 1883)

## Schriften
- [Ernst Christian Johannes] Schön: Mittheilungen aus dem Leben des hanseatischen Oberappellationsgerichtsraths Dr. Ernst Zimmermann. Schmidt & Erdtmann, Lübeck 1879.